# 玄天岭炮台
玄天岭炮台，位于中国吉林省吉林市船营区玄天岭上，为一个省级文物保护单位，类型为古遗址，公布时间为2007年5月31日。该文物保护单位由吉林市公用事业管理局管理。
玄天岭炮台的历史年代为清代。